# دوين ووكر
دوين ووكر (بالإنجليزية: Duane Walker)‏ هو لاعب كرة قاعدة أمريكي، ولد في 15 مارس 1957 في باسادينا في الولايات المتحدة.

## وصلات خارجية
- دوين ووكر على موقعبيزبول رفرنس.كوم (الدوري الرئيسي) (الإنجليزية)